# Mike Ford
Mike A. Ford (Oldham, 18 novembre 1965) è un allenatore ed ex giocatore di rugby, internazionale nel XIII per Inghilterra e Gran Bretagna e allenatore nel XV; da giocatore mediano di mischia, in carriera tecnica ha lavorato a livello internazionale come allenatore degli avanti delle nazionali di rugby a XV di Irlanda e Inghilterra e commissario tecnico della Germania dal 2018 al 2019 durante le qualificazioni alla Coppa del Mondo 2019; dal 2023 viene nominato capo allenatore del Belgio.

## Biografia
Nato a Oldham, in Lancashire (oggi Grande Manchester), Mike Ford cominciò a giocare a rugby a 13 come mediano di mischia, indossò le maglie diWigan Warriors con cui vinse una Challenge Cup, Leigh, Oldham, Castleford e nel 1995 fu in Australia al South Queensland Crushers. Tornò in Inghilterra giocando per Warrington, Wakefield e concluse la carriera tra Bramley e Olham dove aveva il doppio ruolo di allenatore-giocatore.
Nel 2001 Ford lasciò Oldham e nel gennaio 2002 diventò allenatore della difesa dell'Irlanda di rugby a 15. In quattro anni vinse una Triple Crown nel 2004 e aiutò a raggiungere il terzo posto nella classifica mondiale. Nel settembre 2004 iniziò a lavorare come allenatore della difesa ai Saracens e nell'agosto 2005 divenne capo allenatore.
Entrò a far parte dell'organico tecnico del Tour dei British and Irish Lions 2005 in Nuova Zelanda come allenatore della difesa. Al termine lasciò l'incarico in Irlanda.
Terminato anche con i Saracens, nel maggio 2006 Ford ebbe l'incarico di allenatore della difesa dell'Inghilterra guidando la nazionale della rosa alla finale della Coppa del Mondo 2007. Nel periodo in cui Ford era allenatore, l'Inghilterra ha subito il minor numero di punti nel Sei Nazioni 2009 (70) e il minor numero di mete nel Sei Nazioni 2010 (5), e il minor numero di mete nelle fasi a girone della Coppa del Mondo 2011.
Nel 2012 Ford si unì allo staff tecnico del Bath diventando capo allenatore l'anno successivo (raggiunto dal figlio George) raggiungendo una finale di Challenge Cup nel 2013-2014 e la finale di Premiership contro i Saracens nel 2015. Nel maggio 2016 lasciò Bath.
Si trasferì prima in Francia al Tolone e poi in vista dell'allargamento della Major League Rugby si trasferì al Dallas Griffins ma con la nuova franchigia non vide mai il campo.
Nel 2018 diventò commissario tecnico della Germania con l'obiettivo di superare le qualificazioni per i Mondiali in Giappone. Sfumato l'obiettivo tornò in Inghilterra al Leicester come assistente allenatore.

## Palmarès

### Giocatore
- Challenge Cup: 1
Wigan: 1984-85